# تونی مندز
آنتونیو جوزف (تونی) مندز (انگلیسی: Tony Mendez؛ ‏ ۱۵ نوامبر ۱۹۴۰ – ۱۹ ژانویهٔ ۲۰۱۹)، نویسنده و مأمور سابق سیا اهل ایالات متحده آمریکا بود. او متخصص تغییر قیافه، جعل و عملیات نجات بود. یکی از مهمترین عملیات او بیرون آوردن شش دیپلمات آمریکایی از ایران بود که در اشغال سفارت آمریکا و گروگان گرفته شدن ۵۲ دیپلمات آمریکایی، اسیر شده بودند.

## تولد
مندز در شهر ایورکا از ایالت نوادا و در سال ۱۹۴۰ از پدری به نام جان جورج مندز (۱۹۴۳-۱۹۱۷) و مادری به نام نووا ژوئن تونگون (۱۹۹۵-۱۹۱۹) متولد شد. پدرش مکزیکی تبار و مادرش دارای تبار ایتالیایی، فرانسوی و ایرلندی بود. مندز در مصاحبه ای با مجله Open Your Eyes گفت که پدرش هنگامی که کاملاً جوان بود فوت کرد به گونه ای که او هرگز اسپانیایی نیاموخت و ارتباطش با فرهنگ مکزیکی-آمریکایی پدرش قطع شد؛ او به عنوان اسپانیایی شناخته نمی‌شود.

## تحصیل و اشتغال
هنگامی که مندز نوجوان بود، خانواده اش به کلرادو نقل مکان کرد. پس از فارغ التحصیلی از دبیرستان، او به تحصیل در رشته هنر در دانشگاه کلرادو پرداخت.
وی پس از اتمام تحصیل، نخست در یک شرکت بزرگ هوا-فضا، به نام (Martin Marietta)، به عنوان طراح تبلیغاتی مشغول به کار شد. وی در سال ۱۹۶۵ توسط سازمان اطلاعات مرکزی CIA استخدام شد و به عنوان یک هنرمند جاسوسی برای بخش خدمات فنی تبدیل شد. مندز به عنوان یک افسر سیا در جنوب آسیا، آسیای جنوب شرقی و خاورمیانه کار کرد. کار او در این سازمان اغلب او را مجبور به جعل اسناد، تغییر تغییرچهره و دیگر کارهای گرافیکی مربوط به جاسوسی میکرد. او ۲۵ سال در CIA خدمت کرد.

## ازدواج و خانواده
مندز از همسر اولش، کارن، سه فرزند داشت. همسر اول وی، کارن مندز در سال ۱۹۸۶ از سرطان فوت کرد. یک پسر آنها به نام یان در سال ۲۰۱۰ درگذشت. پسر دیگر آنها، آنتونیو توبیاس مندز، مجسمه‌ساز شد. در اواسط دهه ۱۹۸۰ ، مندز با جونا هیستاند گوزر، همچنین یک افسر سیا، در بازسازی سازمان امنیتی ایالات متحده در اتحاد جماهیر شوروی و بعداً روسیه کار می کرد. او در سال ۱۹۹۰ بازنشست شد و در سال ۱۹۹۱ با جونا ازدواج کرد و از او صاحب یک پسر شد.

## نجات گروگان‌ها
در زمان حمله به سفارتخانه، شش دیپلمات آمریکایی که در خارج از سفارت بودند به ساختمان سفارت کانادا در تهران رفتند و در آنجا پناه گرفتند.
در ژانویه سال ١٩٨١، تونی مندز، که تخصص او در عملیات به اصطلاح «استخراج» یا خارج کردن افراد در معرض خطر از کشورهای دیگر بود، مخفیانه به ایران سفر و با شش دیپلمات در سفارت کانادا دیدار کرد.
دولت کانادا موافقت کرد به این افراد گذرنامه کانادایی بدهد. این شش نفر با تظاهر به اینکه اعضای یک گروه کانادایی تهیه فیلم هستند و برای بررسی محل فیلمبرداری یک فیلم علمی-تخیلی به ایران آمده‌اند توانستند در روز ٢٨ ژانویه بدون برانگیختن سوء ظن ماموران امنیتی، در فرودگاه مهرآباد سوار هواپیمایی به مقصد زوریخ در سوئیس شوند و از آنجا به کشورشان عزیمت کنند.
پس از بازگشت به آمریکا، جیمی کارتر، رئیس جمهوری وقت آمریکا نشان "ستاره اطلاعات" را به مندز داد اما تمامی این ماجرا، از جمله اعطای این نشان، تا سال ١٩٩٧ محرمانه بود.

## بیماری و مرگ
تونی مندز در تاریخ ۱۹ ژانویه ۲۰۱۹ در سن ٧٨ سالگی درگذشت. مندز در سال‌های آخر عمرش به بیماری پارکینسون مبتلا بود و با "خودکشی کمکی" جان داد.
به گزارش رسانه‌های خبری، او در چند سال اخیر در یک مرکز ویژه این نوع بیماران در نزدیکی واشینگتن، پایتخت، زندگی می‌کرد. در برخی از ایالت‌های آمریکا و همچنین شهر واشینگتن، خودکشی مبتلایان به بیماری‌های غیرقابل درمان که ادامه حیات آنان دشوار است با کمک پزشک، جنبه قانونی دارد و مجاز است.

## آرگو
مقاله اصلی: آرگو
ماجرا عملیات جاسوسی تونی مندز، موضوع فیلمی سینمایی به نام آرگو، محصول کشور آمریکا است که در سال ۲۰۱۲ میلادی، به کارگردانی بن افلک و توسط كمپاني برادران وارنر ساخته شده است. در این فیلم بازیگرانی چون بن افلک، آلن آرکین، برایان کرانستون و امید ابطحی به نقش‌آفرینی می‌پردازند. تهیه‌کنندگان این فیلم بن افلک، جرج کلونی و گرانت هسلو هستند.
آرگو نامزد هفت جایزهٔ مختلف در هشتاد و پنجمین دوره جوایز اسکار بود و در نهایت سه اسکار بهترین فیلم، بهترین فیلمنامهٔ اقتباسی و بهترین تدوین را کسب کرد. این نخستین‌بار از سال ۱۹۸۹ و برنده‌شدن رانندگی برای خانم دیزی بود که فیلمی بدون نامزدی برای عنوان بهترین کارگردانی، برندهٔ اسکار بهترین فیلم می‌شد. آرگو نامزد پنج جایزه گلدن گلوب شد که دو جایزه (بهترین فیلم درام و بهترین کارگردانی) را از آن خود کرد؛ آرگو همچنین برنده جایزه بهترین فیلم از طرف انجمن تهیه کنندگان آمریکا شد. این فیلم با ۹۳٪ امتیاز بالایی را با رای کاربران سایت راتن تومیتوز به‌دست آورد. آرگوهمچنین جایزه‌های بهترین فیلم، بهترین کارگردانی و تدوین را از مراسم بفتا به‌دست آورد. بسیاری کارشناسان معتقد به جهت گیری سیاسی در اعطای جوایز زیاد به این فیلم هستند. آرگو اولین بار در سی و هفتمین جشنواره فیلم تورونتو به نمایش درآمد و نمایش گستردهٔ آن در سینماهای آمریکا از ۱۲ اکتبر ۲۰۱۲ آغاز شد.
گفته می‌شود که ماموریت نجات دیپلمات‌ها از تهران با همکاری یک مامور دیگر سیا انجام شد که در فیلم حضور ندارد و همسر مندز هم گفته است که از محل کنونی این شخص بی‌خبر است.